# 太平洋鯨鯷
太平洋鯨鯷（学名：Cetengraulis mysticetus）為輻鰭魚綱鲱形目鳀科的其中一種，分布於東太平洋區，從墨西哥下加利福尼亞半島至秘魯北部海域，棲息深度可達50公尺，本魚頭大，吻短而尖，約2/3眼徑，頷骨適中，前端尖，鰓條細長且多，尾鰭叉形，臀鰭軟條17-24條，體長可達18公分，喜群游，棲息在沿海的泥底質海域，能忍受鹽度的變化，以浮游生物為食，可作為食用魚或餌魚。

## 擴展閱讀
- 維基物種上的相關：太平洋鯨鯷